# Норт-Бостон (Нью-Йорк)
Норт-Бостон (англ. North Boston) — переписна місцевість (CDP) в США, в окрузі Ері штату Нью-Йорк. Населення — 2529 осіб (2020).

## Географія
Норт-Бостон розташований за координатами 42°40′38″ пн. ш. 78°46′47″ зх. д. / 42.67722° пн. ш. 78.77972° зх. д. (42.677320, -78.779633).  За даними Бюро перепису населення США в 2010 році переписна місцевість мала площу 10,55 км², уся площа — суходіл.

## Демографія
Згідно з переписом 2010 року, у переписній місцевості мешкала 2521 особа в 1073 домогосподарствах у складі 742 родин. Густота населення становила 239 осіб/км².  Було 1118 помешкань (106/км²).
Расовий склад населення:
| - 98,9 % — білих - 0,3 % — азіатів - 0,1 % — чорних або афроамериканців |

До двох чи більше рас належало 0,5 %. Частка іспаномовних становила 1,0 % від усіх жителів.
За віковим діапазоном населення розподілялося таким чином: 19,4 % — особи молодші 18 років, 61,0 % — особи у віці 18—64 років, 19,6 % — особи у віці 65 років та старші. Медіана віку мешканця становила 45,7 року. На 100 осіб жіночої статі у переписній місцевості припадало 95,7 чоловіків;  на 100 жінок у віці від 18 років та старших — 96,7 чоловіків також старших 18 років.
Середній дохід на одне домашнє господарство  становив 66 411 долар США (медіана — 52 083), а середній дохід на одну сім'ю — 78 022 долари (медіана — 68 750). Медіана доходів становила 47 241 долар для чоловіків та 36 585 доларів для жінок. За межею бідності перебувало 1,7 % осіб, у тому числі 0,0 % дітей у віці до 18 років та 0,0 % осіб у віці 65 років та старших.
Цивільне працевлаштоване населення становило 1265 осіб. Основні галузі зайнятості: освіта, охорона здоров'я та соціальна допомога — 23,5 %, роздрібна торгівля — 13,8 %, науковці, спеціалісти, менеджери — 10,6 %, виробництво — 9,6 %.